# قائمة المدربين الفائزين بكأس العالم

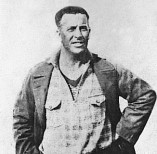
ألبيرتو سوبيتشي أول مدرب يفوز بكأس العالم.

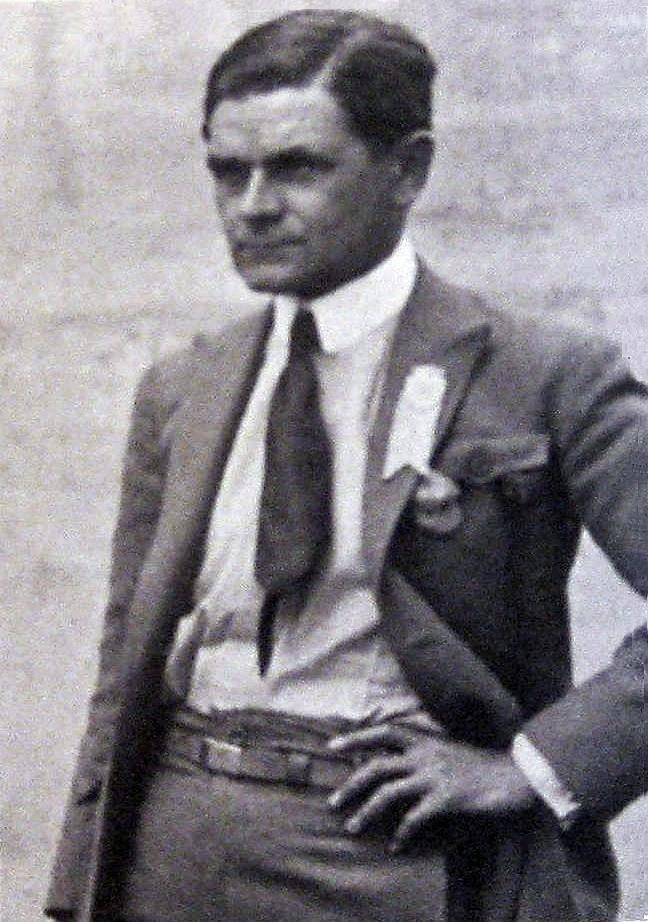
يُعدُّ فيتوريو بوتسو المُدرب الوحيد الذي فاز بكأس العالم مرَّتين.

كأس العالم هي أهم مُسابقة كُرة قدم في العالم. وقد فازت بها ثمانية مُنتخباتٍ وطنيَّةٍ في واحد وعشرين نُسخة لُعبت. فازت البرازيل بها خمس مراتٍ، تليها ألمانيا وإيطاليا بأربعة لكُلٍ مِنهما؛ ثُم الأرجنتين بثلاث مرات ثم فرنسا والأوروغواي بلقبين لكُلٍ منهما؛ وإنجلترا وإسبانيا بلقبٍ واحِد. قادَ ألبرتو سوبتشي المُنتخب الأوروغواياني للفوز في البُطولة الافتتاحية في عام 1930. ويُعتَبر فيتوريو بوتسو المُدرِّب الوحيد الذي فاز بكأس العالم مرَّتين، في عامي 1934 و 1938 مع المُنتخب الإيطالي.
فاز عشرون مُدرِّبًا مُختلفًا بكأس العالم وجميعهم فازوا مَعَ مُنتخبات بلادهم. فاز أربعة مدربين مرة واحدة وكانوا وصيفون في مرة أُخرى؛ وهم هيلموت شون (الفائز في عام 1974، والوصيف في عام 1966) وفرانز بيكنباور (الفائز في عام 1990، والوصيف في عام 1986) معَ ألمانيا الغربية، وكارلوس بيلاردو (الفائز في عام 1986، والوصيف في عام 1990) مع الأرجنتين، وماريو زاغالو (الفائز عام 1970، الوصيف عام 1998) مع البرازيل.
كان خوان لوبيز فونتانا أول مدرب يدير منتخبًا وطنيًا للفوز بكأس العالم دون أن يكون له خلفيَّة سابقة في كرة القدم، حيث أدار منتخب الأوروغواي في عام 1950 لتحقيق اللقب؛ كما حقق فيسنتي فيولا وكارلوس ألبرتو بيريرا اللذان أدارا منتخب البرازيل، هذا الإنجاز. يحمل بيريرا أيضًا الرقم القياسي في حضور مُعظم نهائيات كأس العالم مدربًا بست مباريات بينما كان يدير خمسة منتخبات وطنية مختلفة. يحمل هيلموت شون الرقم القياسي في كل من المباريات المُدارة (25) والأكثر فوزًا بالمُباريات (16)، وكلها مع ألمانيا الغربية بين عامي 1966 و1978 بينما حقق اللقب في عام 1974. سوبيتشي هو أصغر المُدربين سنًا يفوز بكأس العالم، حيثُ كان يبلغ من العمر 31 عام 1930. كانَ ماريو زاغالو وسيزار لويس مينوتي في الثلاثينيات من عُمرهما عندما فازا بكأس العالم. كان ماريو زاجالو يَبلغ من العُمر 38 عامًا عام 1970 وكان مينوتي يبلغ من العمر 39 عامًا عام 1978. ويُعتبر فيسنتي ديل بوسكي أكبر المُدربين سنًا يفوز بكأس العالم، حيثُ كان عُمره 59 عامًا في عام 2010.
فاز فقط ثلاثة رجال بالمُسابقة وهُم لاعبين ومُدربين، وبالتَّحديد ماريو زاغالو (لاعبًا في 1958 و 1962، ومُدرِّبًا في 1970)، وفرانتس بكنباور (لاعبًا في 1974، ومُدرِّبًا في 1990) وديدييه ديشان (لاعبًا في عام 1998، ومُدرِّبًا في 2018).

## المُدربين الفائزين
| المسابقة | المدرب الفائز        | الجنسية         | المنتخب الفائز  |
| -------- | -------------------- | --------------- | --------------- |
| 1930     | ألبيرتو سوبيتشي      | الأوروغواي      | الأوروغواي      |
| 1934     | فيتوريو بوتسو        | إيطاليا         | إيطاليا         |
| 1938     | فيتوريو بوتسو        | إيطاليا         | إيطاليا         |
| 1950     | خوان لوبيز فونتانا   | الأوروغواي      | الأوروغواي      |
| 1954     | سيب هيربرغر          | ألمانيا الغربية | ألمانيا الغربية |
| 1958     | فيسنتي فيولا         | البرازيل        | البرازيل        |
| 1962     | أيموري موريرا        | البرازيل        | البرازيل        |
| 1966     | ألف رامسي            | إنجلترا         | إنجلترا         |
| 1970     | ماريو زاغالو         | البرازيل        | البرازيل        |
| 1974     | هيلموت شون           | ألمانيا الغربية | ألمانيا الغربية |
| 1978     | سيزار لويس مينوتي    | الأرجنتين       | الأرجنتين       |
| 1982     | إنزو بيرزوت          | إيطاليا         | إيطاليا         |
| 1986     | كارلوس بيلاردو       | الأرجنتين       | الأرجنتين       |
| 1990     | فرانتس بكنباور       | ألمانيا الغربية | ألمانيا الغربية |
| 1994     | كارلوس ألبرتو بيريرا | البرازيل        | البرازيل        |
| 1998     | إيمي جاكيه           | فرنسا           | فرنسا           |
| 2002     | لويس فيليبي سكولاري  | البرازيل        | البرازيل        |
| 2006     | مارتشيلو ليبي        | إيطاليا         | إيطاليا         |
| 2010     | فيسنتي ديل بوسكي     | إسبانيا         | إسبانيا         |
| 2014     | يواخيم لوف           | ألمانيا         | ألمانيا         |
| 2018     | ديدييه ديشامب        | فرنسا           | فرنسا           |
| 2022     | ليونيل سكالوني       | الأرجنتين       | الأرجنتين       |

## حسب الجنسية
| الجنسية    | المُدرب (ين) | عدد الألقاب |
| ---------- | ----------- | ----------- |
| البرازيل   | 5           | 5           |
| إيطاليا    | 3           | 4           |
| ألمانيا1   | 4           | 4           |
| الأرجنتين  | 3           | 3           |
| الأوروغواي | 2           | 2           |
| فرنسا      | 2           | 2           |
| إنجلترا    | 1           | 1           |
| إسبانيا    | 1           | 1           |

1مُتضمنة ألمانيا الشرقية.